# Вескосвил (Пенсилванија)
Вескосвил (енгл. Wescosville) насељено је место без административног статуса у америчкој савезној држави Пенсилванија.

## Демографија
По попису из 2010. године број становника је 5.872.
| Група             | 2000.    | 2010.         |
| Белци             | 0 (0,0%) | 4.906 (83,5%) |
| Афроамериканци    | 0 (0,0%) | 177 (3,0%)    |
| Азијати           | 0 (0,0%) | 422 (7,2%)    |
| Хиспаноамериканци | 0 (0,0%) | 298 (5,1%)    |
| Укупно            | 0        | 5.872         |